# Guido Goldschmiedt
Guido Goldschmiedt (Trieste, 29 maggio 1850 – Gainfarn, 6 agosto 1915) è stato un chimico austriaco (impero Austro-ungarico).

## Biografia
Goldschmiedt iniziò a studiare Economia presso la scuola di affari di Francoforte sul Meno, ove però cominciò a frequentare lezioni di scienze in altri istituti di educazione.
Nel 1869, fece ritorno a Vienna, dove viveva parte della sua famiglia, e studiò Chimica presso l'Università di Vienna. Lì frequentò le lezioni di Josef Redtenbacher e Franz Cölestin Schneider, i più importanti chimici dell'epoca a Vienna. Nel 1871, si trasferì all'Università di Heidelberg, in Germania, ove conseguì il dottorato di ricerca con un lavoro effettuato sotto la guida di Robert Wilhelm Bunsen e del suo assistente Blum nel campo della Chimica analitica inorganica dei minerali.
Lavorò quindi nel laboratorio di Adolf von Baeyer presso l'Università di Strasburgo con posizione di postdottorato. Goldschmiedt lavorò nel campo della Chimica organica per due anni, ma al contempo studiava Mineralogia e Cristallografia con Paul Heinrich von Groth. In quel periodo, anche Emil Fischer e Franz S. Exner lavorarono con Baeyer a Strasburgo.
Il periodo di lavoro a Strasburgo di Goldschmiedt si interruppe bruscamente, in quanto si unì al gruppo di Schneiders all'Università di Vienna.
Dopo la sua abilitazione nel 1875, fu inviato come osservatore ufficiale all'Esposizione universale di Filadelfia del 1876. Dopo aver visitato la California, ritornò a Vienna, ove nel 1886 si sposò. Solo nel 1890 divenne Professore associato all'Università di Vienna, ma solamente un anno dopo divenne Professore ordinario.
Nel 1891, Goldschmiedt si trasferì alla Università Carolina di Praga, ove lavorò per 20 anni. Nel frattempo, nel 1892, gli fu attribuito il Premio Lieben e fu Presidente della Deutschen Chemischen Gesellschaft (società dei chimici tedeschi) nel 1900 e nel 1901.
Nel 1911, Goldschmiedt succedette a Zdenko Hans Skraup all'Università di Vienna, ove fu principalmente dedito a questioni amministrative, quali la supervisione della costruzione dell'edificio dei laboratori e la riorganizzazione dell'istituto. A partire dal 1914, la sua salute andò deteriorandosi, lentamente ma in maniera progressiva, fino a quando il 6 agosto 1915 morì.

## Attività scientifica

Papaverina

I suoi risultati più notevoli riguardarono la determinazione delle strutture di parecchi composti organici naturali, tra i quali vi sono la papaverina e l'acido ellagico.
Il punto di partenza della ricerca di Goldschmiedt quando lavorava presso l'Università di Strasburgo fu la sintesi del difenil-tricloroetano, a partire da bromale (CBr3CHO) e benzene, cui seguiva la riduzione con zinco caldo per formare stilbene. A Vienna, la sua attenzione si volse alla chimica dei prodotti naturali delle piante. Scoprì che i rapporti tra acido erucico, acido brassidinico e acido beenico corrispondono ai rapporti tra i tre acidi grassi acido oleico, acido elaidico e acido stearico.
Goldschmiedt migliorò anche il metodo di Viktor Meyer per determinare, attraverso la densità del vapore, la massa molecolare di composti a basso punto di ebollizione.
Il minerale idrialite e la morchia contenente mercurio (questa morchia è una miscela di colore nero di mercurio, polvere, fuliggine e minerale non reagito generato nel corso del processo di distillazione del mercurio) da essa prodotta divennero il punto di partenza per la sua ricerca sugli idrocarburi policiclici aromatici, in particolare sui due composti idrialene e pirene. Questa ricerca occupò la maggior parte del suo tempo negli anni tra il 1877 e il 1883.
Nei cinque anni successivi, Goldschmiedt si concentrò sulla determinazione della struttura della papaverina, un composto trovato nei semi di papavero e nell'oppio. Con la sua nona pubblicazione su questo argomento nel 1889, concluse che la struttura della papaverina era stato determinata.
Presso l'Università di Praga, Goldschmiedt dovette eseguire l'analisi dell'acqua potabile in Boemia, cosa che rallentò la sua ricerca in altri campi.
Di conseguenza, la determinazione della struttura della scutellarina gli richiese molti anni: dopo la prima pubblicazione su questo argomento del 1901, solo nel 1910 riuscì ad ottenere abbastanza materiale di partenza per effettuare studi più dettagliati.
A Praga, studiò anche il glucuronolattone e la ratanina, una sostanza che si trova nel legno duro di Ferreira spectabilis (Sucupira amarela). Questa sostanza era rimasta in deposito fin dalle prime prove effettuate da un dottorando di Rochleder nel 1868.
Anche se solo una piccola quantità era disponibile, Goldschmiedt riuscì a stabilire che la sostanza era catecolammina (metiltirosina).
Guido Goldschmiedts ebbe come studenti all'università Walter Fuchs e Otto Hönigschmid. Nell'ottobre 1901 ebbe come studente anche il diciottenne Franz Kafka, che però dopo sole tre settimane si trasferì alla Facoltà di Giurisprudenza.

## Onorificenze
Goldschmiedt fu premiato con il Premio Lieben nel 1892.